# Radical cheerleading

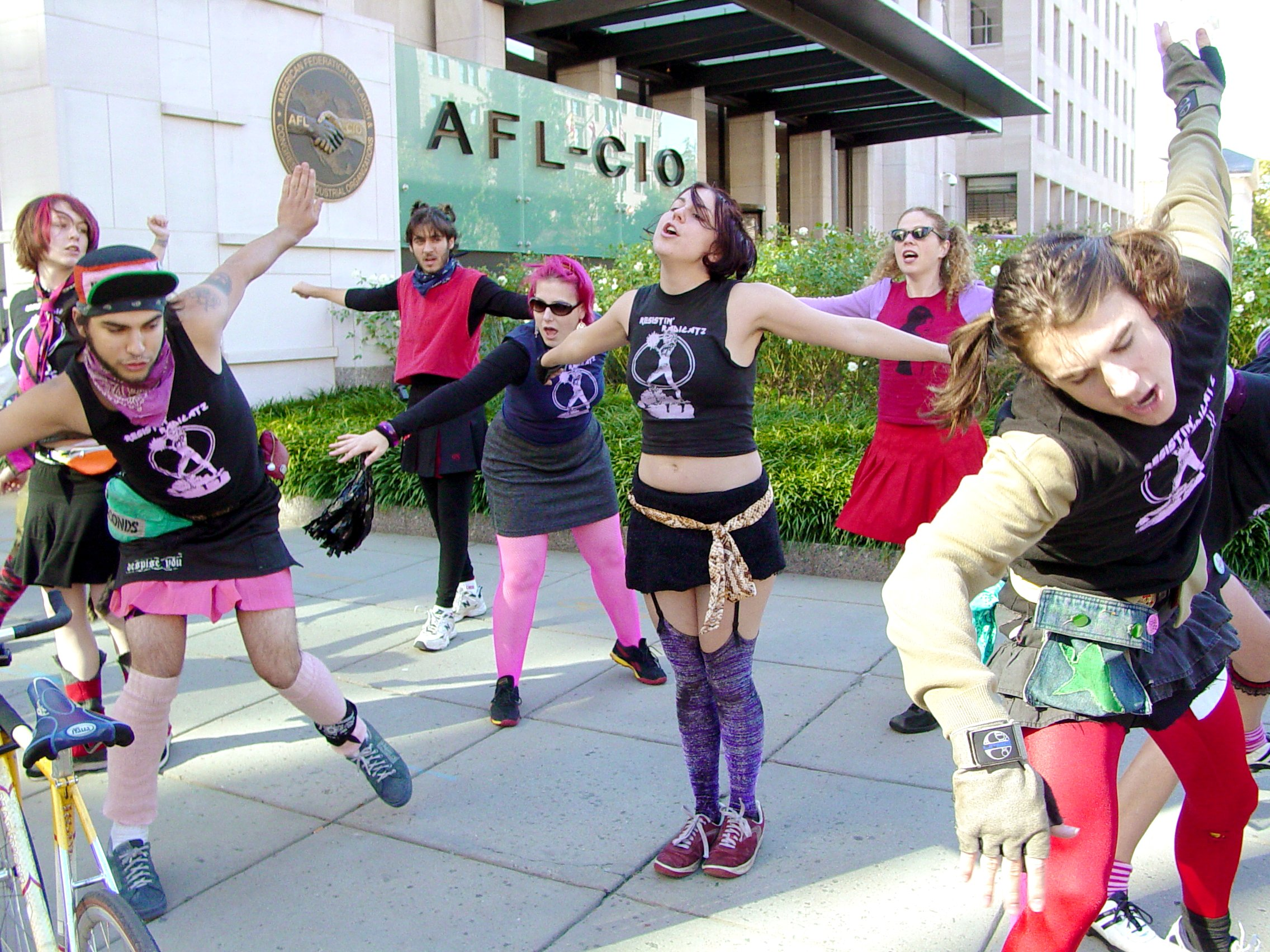
The Resistin Radicatz, un grupo de radical cheerleading.

El radical cheerleading, en español "animación radical", es un estilo de cheerleading combinado con teatro de calle que se originó en Florida en 1996, y se extendió a través de los Estados Unidos, así como a Canadá y Reino Unido. La idea es usar la estética de las animadoras, a veces irónicamente, cambiando los cantos a unos que promuevan el feminismo o causas ideológicas izquierdistas.
Las animadoras radicales también pueden actuar en escenarios en eventos musicales, para llevar temáticas políticas (así como entretenimiento) a una multitud sorprendida. Las animadoras suelen ser pro elección y pro pornografía. Sus cantos son generalmente originales o letras reescritas de canciones populares e históricas. Se visten de diversas maneras, pero a menudo llevan una combinación de rojo (o rosa) y negro. A veces hacen sus pompones con tiras de bolsas de basura.